# Zitha vibicalis
Zitha vibicalis är en fjärilsart som beskrevs av Lederer 1863. Zitha vibicalis ingår i släktet Zitha och familjen mott. Inga underarter finns listade i Catalogue of Life.